# Loch Ness
Loch Ness (skotskou gaelštinou Loch Nis, loch znamená ve staré gaelštině jezero) je po jezeru Loch Lomond druhé největší jezero ve Skotsku. Nachází se v ledovcově-tektonické dolině Great Glen ve správní oblasti Highland. Má rozlohu 56,6 km². Je 34 km dlouhé a 1,5 km široké. Dosahuje hloubky 230 m (až 305 m, pokud počítáme bahnité sedimenty). Leží v nadmořské výšce 16 m.

## Pobřeží
Břehy jezera jsou vysoké a skalnaté.

## Vodní režim
Největší přítok je řeka Oich, která přitéká z jihu z jezera Loch Oich. Z jezera odtéká řeka Ness, která po asi 5 km ústí u města Inverness do zálivu Moray Firth v Severním moři. Jezero nezamrzá.

## Okolí
Na jižním konci jezera leží město Fort Augustus. U severního břehu se pak nachází město Drumnadrochit. Na západním pobřeží se nachází zříceniny hradu Urquhart z 13.–16. století. Od roku 1822 je jezero součástí Kaledonského kanálu, který spojuje západní atlantické pobřeží se Severním mořem.

## Příšera
Jezero Loch Ness se nejvíce proslavilo díky svému údajnému obyvateli, nejznámějšímu kryptozoologickému zjevení, lochnesské příšeře, tzv. Nessie, jež má vypadat jako plesiosaurus. První spatření příšery v tomto jezeře se traduje už ze 6. století. Poprvé byla Nessie vyfotografována v roce 1933 Hughem Grayem. Tato dosti nejasná fotografie byla později označena za podvrh. Šlo prý o fotografii labradorského psa. V roce 1933 byla Nessie také poprvé zachycena kamerou Malcoma Irvina, a podruhé o 3 roky později. Nejslavnější záběry Nessie pořídil Tim Dinsdale v roce 1960, po přezkoumání byly prohlášeny za autentické. Tento film vyvolal novou loveckou horečku na Nessie. Při této horečce byl v roce 1966 zaznamenán i první kontakt sonarem, i když ne s příliš jednoznačným výsledkem. V roce 1982 zkoumalo jezero sonarem 1500 hodin 150 odborníků. Zaznamenali 40 kontaktů ukazujících na tvory velkých rozměrů. Satelitní snímky ukazují rovněž nález předmětu, který se velmi podobá neznámému tvoru.